# Quotron

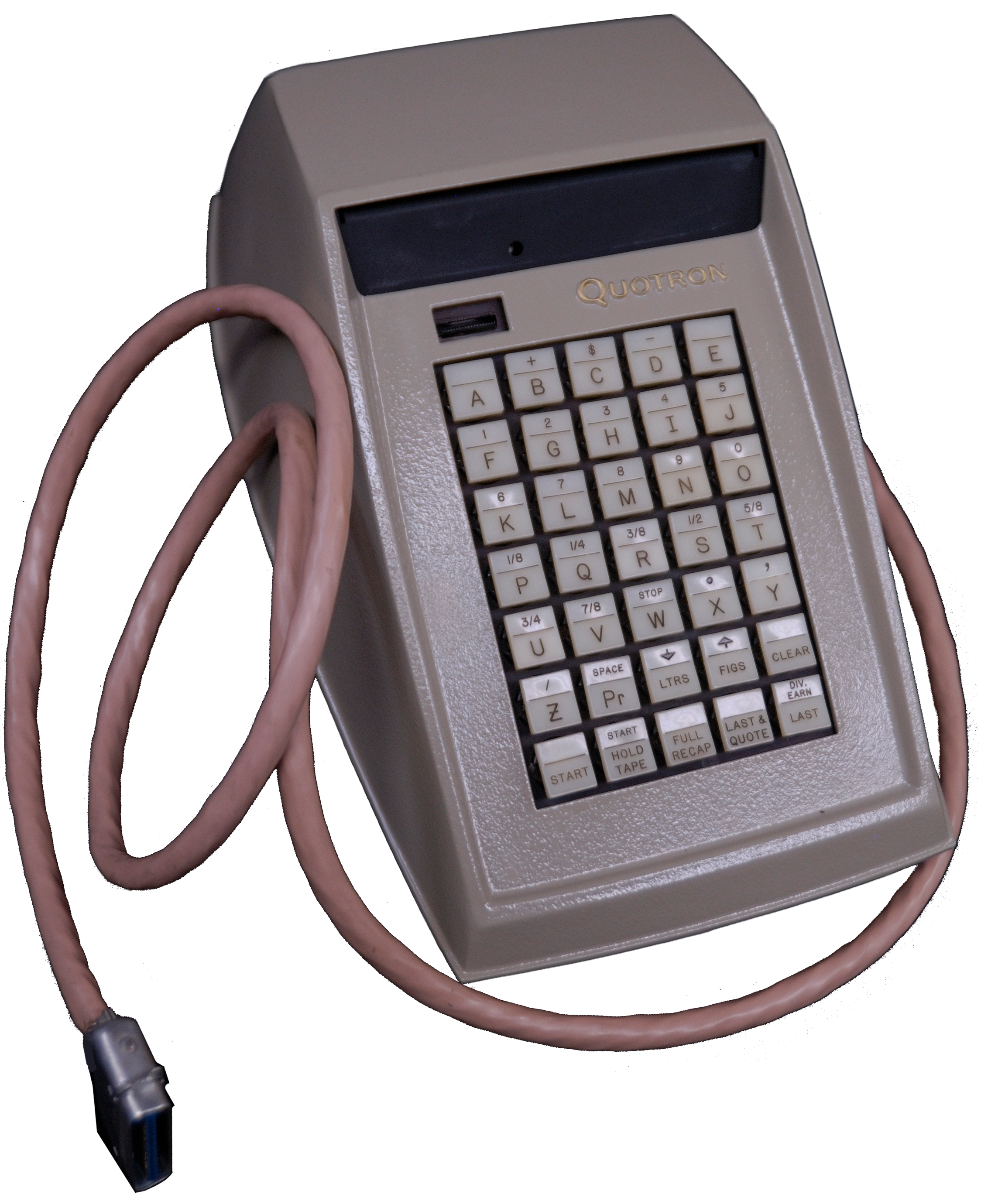
Unité de bureau Quotron II.

Créé en 1960, le Quotron était un système d'information financière à distance, révolutionnaire pour l'époque, inventé par Jack Scantlin, et qui a fait progresser la technologie informatique. Enregistrés à distance sur une bande magnétique, à partir d'un ordinateur central, les cours de Bourse peuvent être transmis dans les principales villes américaines en temps réel et automatiquement.
Auparavant, il n'était possible pour eux que de connaître le prix de la dernière transaction réalisée dans leur propre livre d'ordre, via la technologie Teleregister, mise au point dans les années 1930. Il repose sur une connexion téléphonique avec un ordinateur central, préfigurant les futurs usages de l'Internet.
Dès 1961, la société qui l'a développé, Scantlin Electronics, fait une entrée en Bourse triomphale. À la fin 1961, près de 800 bureaux ou agence de courtiers en bourse utilisent le Quotron.